# Беганьский, Виктор
Виктор Юлиан Беганьский (пол. Wiktor Julian Biegański; 17 ноября 1892, Самбор — 19 января 1974, Варшава) — польский актёр театра, кино и телевидения, режиссёр и сценарист.

## Биография
После окончания гимназии, учился в Драматической школе в Кракове. Дебют на театральной сцене состоялся в 1907 году.
С 1908 г. выступал в театрах Львова, Кракова, Лодзи, Тарнува, Катовиц.
Виктор Беганьский — один зачинателей польского кинематографа. Выступал режиссëром мелодрам и остросюжетных немых фильмом, занимался педагогической деятельностью.
Во время второй мировой войны жил в Кракове, где принимал участие в нелегальном обучении актёрскому искусству, сотрудничал с подпольным коллективом А. Мулярчика, а также со многими театрами оккупированной Польши. После войны — актёр и режиссëр ряда театров в Кракове, Катовицах, Вроцлаве, Гданьске и Люблине. С 1952 года работал в Варшаве с театрами Народовый и Комедии.

## Театральные роли
- Главная роль в пьесе Ростана «Орлёнок»,
- Поэт в спектакле С. Выспяньского «Свадьба» и др.
- Матущак в пьесе Л. Рыбальского «На верфи» (отмечена наградой на фестивале польского современного искусства в 1951 г. — за режиссуру и исполнение роли)

## Роли в кино
- Дворецкий / Lokaj (1919)
- Царевич / Carewicz — царевич (1919)
- Blanc Et Noir (1919)
- Трагедия России и три её эпохи / Tragedia Rosji i jej trzy epoki (1921)
- Сквозь ад / Przez piekło — Станислав, рабочий (1921)
- Женщина, которая смеётся / Kobieta, która się śmieje — директор Брентон (1931)
- Голос сердца / Głos serca — Господин Ашмор (1931)
- Безымянные герои / Bezimienni bohaterowie (1932)
- Игрушка / Zabawka — Мелицкий (1933)
- Его превосходительство субъект / Jego ekscelencja subiekt — директор магазина (1933)
- Двенадцать стульев / Dvanáct křesel / Dwanaście krzeseł — профессор-спиритист (1933)
- Певец Варшавы / Pieśniarz Warszawy — Лоло, приятель Юлиана (1934)
- Молодой лес / Młody las — профессор Жеваков (1934)
- Чёрная жемчужина / Czarna perła — директор отеля (1934)
- Чем мой муж занят ночью? / Co mój mąż robi w nocy? — доктор Диагнозинский (1934)
- Его сиятельство шофёр / Jaśnie pan szofer (1935)
- Беспокойная племянница / Smarkula (1963)
- Прерванный полёт / Przerwany lot (1964)
- Марыся и Наполеон / Marysia i Napoleon — аристократ (1966)

## Режиссëрская работа
- Драма Мариацкой башни / Dramat Wieży Mariackiej (1913)(сценарист)
- Приключения пана Антония (1913) (сценарист)
- Пан Твардовский / Pan Twardowski (1921) (сценарист)
- Ревность / Zazdrość (1922) (сценарист)
- Идол. В сетях соблазнителя / Bożyszcze. W sidłach uwodziciela (1923)
- Бездна покаяния / Otchłań pokuty (1923) (сценарист)
- Вампиры Варшавы. Тайна такси № 1051 (1925) (сценарист)
- Золотая лихорадка / Gorączka złotego (1926)
- Польский марафон / Maraton Polski (1927)
- Орлёнок / Orlę (1927) (сценарист)
- Женщина, которая хочет грешить / Kobieta, która grzechu pragnie (1929) (сценарист)

## Награды
- Кавалер Ордена Возрождения Польши
- Золотой Крест Заслуги
- Медаль 10-летия Народной Польши